# St. Vitus (Ebersbrunn)

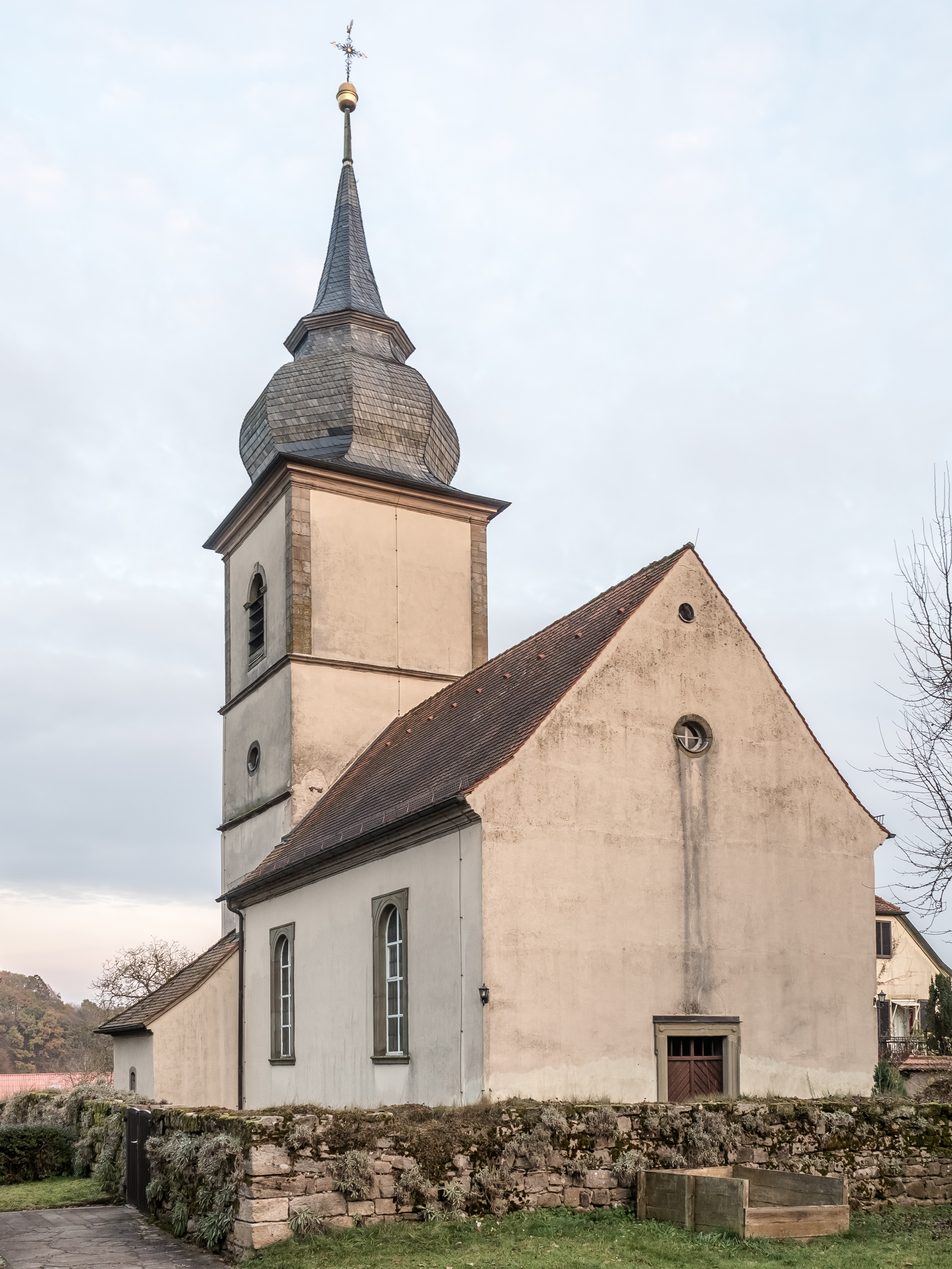
St. Vitus in Ebersbrunn

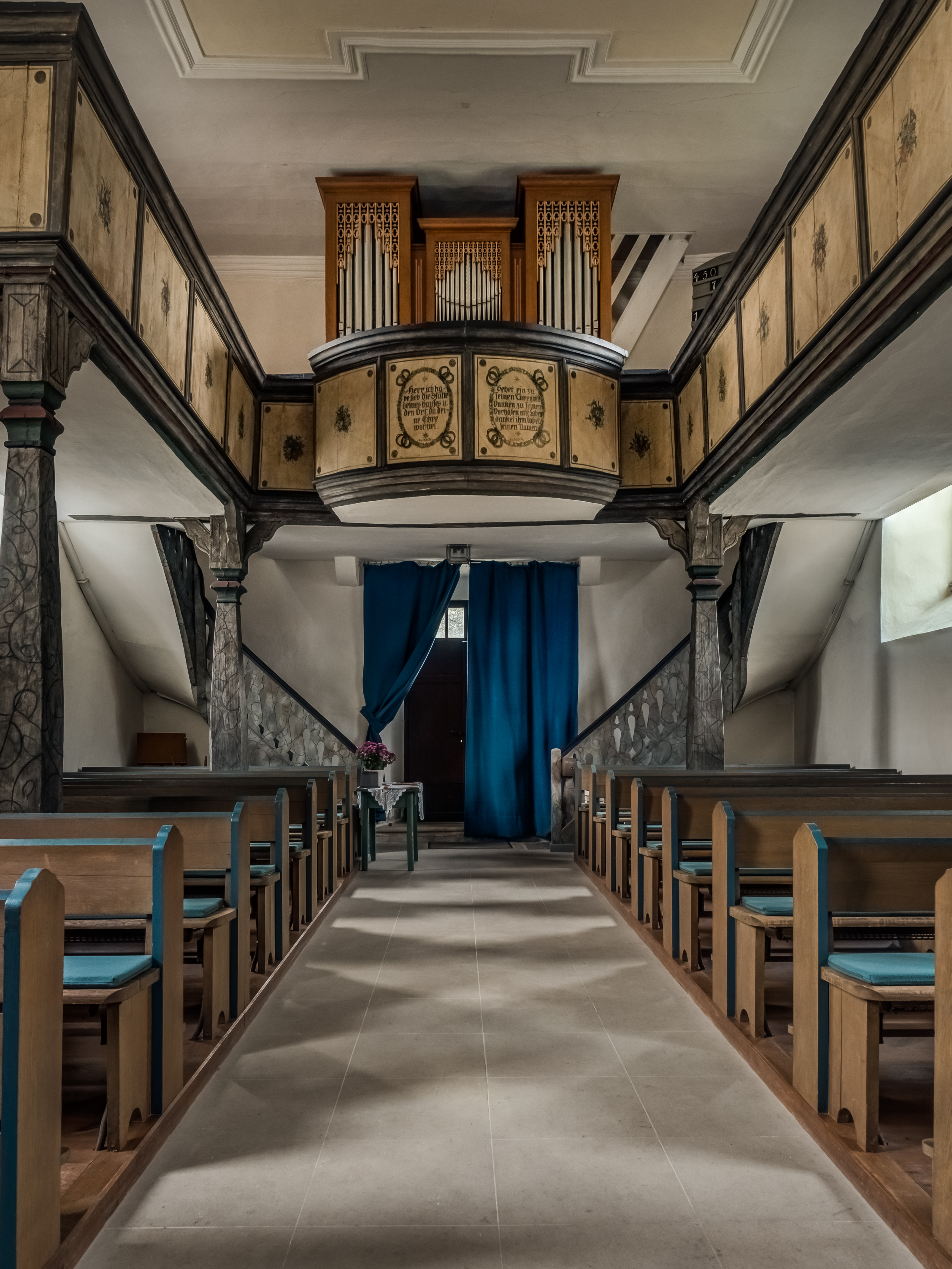
Blick zur Orgel

Die evangelische Filialkirche St. Vitus ist ein denkmalgeschütztes Kirchengebäude, das in Ebersbrunn steht, einem Gemeindeteil des Marktes Geiselwind im Landkreis Kitzingen (Unterfranken, Bayern). Das Bauwerk ist unter der Denkmalnummer D-6-75-127-30 als Baudenkmal in der Bayerischen Denkmalliste eingetragen. Die Kirche gehört zur Pfarrei Rehweiler im Evangelisch-Lutherischen Dekanat Castell im Kirchenkreis Ansbach-Würzburg der Evangelisch-Lutherischen Kirche in Bayern.

## Beschreibung
Die unteren Geschosse des viergeschossigen Chorturms sind spätromanisch. An ihn wurde 1713 das Langhaus mit zwei Jochen angebaut. Zu dieser Zeit wurde der Chorturm um ein Geschoss aufgestockt, das hinter den rundbogigen Klangarkaden den Glockenstuhl beherbergt, und er erhielt seine schiefergedeckte Welsche Haube, die mit einer Spitze bekrönt ist. Außerdem wurde an seiner Nordseite die Sakristei angebaut. Zur Kirchenausstattung gehören der Altar, dessen Gebälk auf zwei Säulen ruht, und die Kanzel aus der Bauzeit des Langhauses. Die Orgel mit acht Registern, verteilt auf zwei Manuale und einem Pedal, wurde 1997 von Hey Orgelbau errichtet.